# Esbern Snare-klassen
|  | For støtteskibet fra 2006 se L17 Esbern Snare |
Esbern Snare-klassen er betegnelsen for de tre fregatter Søværnet, lånte af den britiske flåde efter 2. verdenskrig. I den britiske flåde hed klassen "Hunt II-klassen" og var klassificeret som
eskortedestroyere, men ved den danske flåde, gik de tre enheder under betegnelsen fregatter.

## Skibe i klassen
De tre enheder i Esbern Snare-klassen var:
| Pennant | Navn          | Ex. Navn            | Søsat            | Indgået          | Navngivet af | Skæbne                                    | Kaldesignal |
| ------- | ------------- | ------------------- | ---------------- | ---------------- | ------------ | ----------------------------------------- | ----------- |
| F341    | Esbern Snare  | HMS Blackmore (L43) | 2. december 1941 | 15. februar 1954 |              | Udgået 6. april 1965 - Ophugget i Sverige | OUEA        |
| F342    | Rolf Krake    | HMS Calpe (L71)     | 28. april 1941   | 18. oktober 1954 |              | Udgået i 1962 - Ophugget i Sverige        | OUEB        |
| F343    | Valdemar Sejr | HMS Exmoor (L08)    | 12. marts 1941   | 21. juni 1954    |              | Udgået i 1962 - Ophugget i Sverige        | OUEC        |
| F344    |               | HMS Croome (L62)    |                  |                  |              | Var på tale som lån - Blev ikke udført    |             |

Esbern Snare ankom til København den 6. september 1952 og gennemgik herefter en ombygning ved Orlogsværftet. Første kommando var 15. februar 1954, sidste kommando var 9. januar 1965. Skibet blev bygget hos Alexander Stephen and Sons i Skotland.
Rolf Krake ankom til København den 20. december 1952 og blev ombygget ved Aarhus Flydedok A/S. Første kommando var 18. oktober 1954, sidste kommando var 10. april 1962. 
Valdemar Sejr ankom til København den 18. oktober 1952 og blev ombygget ved Frederikshavn Værft og Flydedok A/S. Første kommando var 21. juni 1954, sidste kommando var 13. oktober 1962. Oprindeligt bygget hos Swan, Hunter & Wigham Richardson i England sammen med Rolf Krake.